# SN 2009iy
SN 2009iy – supernowa typu Ia odkryta 15 września 2009 roku w galaktyce UGC 8520. W momencie odkrycia miała maksymalną jasność 17,90m.